# Leffonds
Leffonds település Franciaországban, Haute-Marne megyében. Lakosainak száma 344 fő (2022. január 1.). Leffonds Bugnières, Foulain, Marac, Marnay-sur-Marne, Richebourg és Villiers-sur-Suize községekkel határos.

## Népesség
A település népességének változása:
| Lakosok száma | 324  | 303  | 271  | 312  | 331  | 343  | 349  | 340  | 335  | 344  |
|               | 1968 | 1982 | 1990 | 2006 | 2013 | 2015 | 2017 | 2019 | 2020 | 2022 |